# Прапор Астани
Прапор Астани є офіційним символом столиці Казахстана Астани поряд з гербом.

## Опис
Прапор міста Астани Республіки Казахстан є прямокутним полотнищем блакитного кольору зі ставленням ширини до довжини 1:2 з розміщенням у середині Герба міста Астани, від якого на всі боки відходять промені сонця золотистого кольору.

## Історія
З 1998 по 2008 роки у Астани був інший прапор: синє полотнище із зображенням старого герба, відношення ширини прапора до довжини 1:2. 5 червня 2008 року було обрано новий прапор.

## Див також
- Герб Астани